# Llucieta Canyà i Martí
Llucieta Canyà i Martí (la Bisbal d'Empordà, 30 de gener de 1901 - Barcelona, 15 de novembre de 1980) va ser escriptora i conferenciant, representant del feminisme catòlic més conservador. El seu llibre més conegut és L'etern femení, publicat l'any 1934.

## Biografia
Va ser la filla gran del matrimoni format per Joaquim Canyà, que feia de pagès i treballava a un magatzem de grans, i Assumpció Martí. Vivien a la Bisbal d'Empordà i van tenir dues filles més, Maria del Remei, que va néixer el 1904 i la petita, Maria Soledat, el 1906.
Va estudiar Magisteri i Dret i de ben jove es va traslladar a viure a Barcelona, on el seu caràcter obert i modern encaixaria millor que al seu poble natal.
Es va casar en primeres noces l'1 de desembre de 1930 amb Miquel Poal i Aregall, de Sallent, amb qui va tenir un fill, Joaquim, que va néixer poc abans de començar la guerra civil. En Miquel Poal era periodista, crític i autor teatral, novel·lista i assagista. Fou autor de la lletra de la sarsuela Pel teu amor de Josep Ribas (de la que forma part la coneguda cançó Rosó) i va escriure diversos llibres relacionats amb el moviment feminista i probablement en aquest aspecte la influència de Llucieta Canyà va ser important. Poc després de la seva mort, l'any 1936, l'escriptora es va tornar a casar amb Santiago Manresa, un pediatre.

## Obra
Durant els primers anys a Barcelona, Llucieta Canyà va estar vinculada a la Lliga Regionalista i amb només 20 anys va començar a col·laborar en la seva publicació, La Veu de Catalunya, per fer-se càrrec de la secció diària "Món femení". També va col·laborar en altres revistes com Joventut Catalana o D'Ací i d'Allà.
La seva secció «Món femení» a La Veu de Catalunya, entre el 1929 i el 1930, és indispensable per conèixer el moviment feminista conservador d'abans de la guerra.[7] D'altra banda, el seu tarannà obert i la seva simpatia, destacada sovint pels qui la van conèixer, la van convertir en un personatge popular, conegut per les seves conferències, on treia profit de la seva capacitat divulgadora.
La primera època de Llucieta Canyà com a escriptora va del 1929, any en què publica el recull poètic Mare, i el final de la guerra. Durant aquesta època publica també Caixa de núvia, el 1933, i la que seria la seva obra més coneguda, L'etern femení, el 1934, amb pròleg de Josep Maria de Sagarra. També publica el 1936 una comèdia, L'estudiant de Girona, que dedica al seu marit Miquel Poal, qui havia mort feia poc. Llucieta Canyà acabava de ser mare del seu únic fill i poc després de la mort d'en Miquel Poal es casaria amb Santiago Manresa, un metge pediatre. S'instal·laren a Reus cap al 1937, ciutat en què viuria uns anys i on col·laboraria amb el Centre de Lectura, a la seva secció de lletres, al Diario Español de Tarragona (on signava articles amb el nom de Lucía Cañá) i al Setmanari Reus. Durant aquests anys la seva producció literària s'aturà per anar-se recuperant a poc a poc a la dècada dels cinquanta.
L'any 1954 publica L'amor té cops amagats, una comèdia sentimental que s'estrena al teatre Romea de Barcelona. El mateix any es reedita per sisena vegada L'etern femení. El 1957 publica la seva anunciada obra L'etern masculí, també amb pròleg de Josep Maria de Sagarra. El llibre es reedita l'any següent. En aquesta segona època escriu també poemes, la major part dels quals són inèdits.